# فلک‌الدین حسن خورشیدی
فلک‌الدین حسن خورشیدی نهمین حاکم دودمان اتابکان لر کوچک و فرزند بدرالدین مسعود اول است. او به همراه برادرش عزالدین حسین به‌طور مشترک بر لر کوچک حکومت کردند.

## روابط با ایلخانان
پس ار روی کار آمدن ایلخانان، اتابکان لر کوچک با آنها روابط نزدیکی برقرار کردند به نوعی که ایلخانان حاکمان لر کوچک را انتخاب می‌کردند. پس از مرگ تاج‌الدین شاه، برای جانشینی وی درگیری‌های فراوانی رخ داد. سرانجام آباقاخان ایلخانی حکومت لر کوچک را به دو پسر بدرالدین مسعود سپرد.

## حکومت و فتوحات
شرف خان بدلیسی در کتاب شرفنامه، فلک‌الدین حسن را حاکم ولایات لر و برادرش عزالدین حسین را حاکم املاک اینجو مغولان می‌داند. او همچنین می‌نویسد که دو برادر لشکری هفده هزار نفری در اختیار داشتند. بنا به نوشته حمدلله مستوفی در کتاب تاریخ گزیده، در زمان حکومت این دو برادر قلمرو اتابکان لر کوچک در جهات مختلف گسترش پیدا کرد و از املاک بیات و همدان و الشتر و اصفهان تا خوزستان و شوشتر تحت تصرف آنان درآمد. معین الدین نطنزی در کتاب منتخب التواریخ می‌نویسد:
امنیت و استقامتی که در آن زمان لرستان را بود، هیچ مورخی در هیچ تاریخی مثل آن نشان ندهد. در این دوره سیاست عمرانی و تشویق زراعت نیز از جمله اقدامات آنان ذکر شده است.
— معین الدین نطنزی، منتخب التواریخ، صفحهٔ ۶۱

## مرگ و جانشینی
دایرةالمعارف بزرگ اسلامی در مورد وفات فلک‌الدین حسن و عزالدین حسین می‌نویسد: «سرانجام هر دو برادر در ۶۹۲ قمری در زمان فرمانروایی گیخاتو درگذشتند، یا به روایتی هر دو در اثر نزاع با یکدیگر به قتل رسیدند.» پس از مرگ فرزندان بدرالدین مسعود اول خورشیدی، حکومت لر کوچک به جمال‌الدین خضر فرزند تاج‌الدین شاه رسید.